# Dryadaula myrrhina
Dryadaula myrrhina är en fjärilsart som beskrevs av Edward Meyrick 1905. Dryadaula myrrhina ingår i släktet Dryadaula och familjen äkta malar. Inga underarter finns listade i Catalogue of Life.